# Fuerzas Armadas del Perú
Las Fuerzas Armadas del Perú (FF. AA.) se constituyen por el Ejército, la Marina de Guerra y la Fuerza Aérea de dicha nación. En su conjunto, dependen del Ministerio de Defensa.

## Historia
Aunque la historia bélica del Perú tiene antecedentes desde los orígenes del imperio incaico, su actual origen, organización y diversificación se dio en la década de los años 1950. El Perú obtuvo la experiencia de la Segunda Guerra Mundial y decidió organizar su poderío bélico y de seguridad en el Comando Conjunto de las Fuerzas Armadas. Además, se construyeron instalaciones como el Centro de Altos Estudios Militares (CAEM) y la Escuela Superior de Guerra.
Durante la Segunda Guerra Mundial, el Perú no envió tropas a Europa o África (como lo hizo Brasil), sino tuvo como misión proteger la refinería de Talara, centro de vital importancia para los Aliados por proveer de gas para las naves y servir como base aérea. Esta defensa estuvo a cargo de la Marina de Guerra.
Las fuerzas armadas enfrentaron un conflicto armado con Ecuador durante el gobierno de Alberto Fujimori en 1995, que dio como resultado un breve pero intenso enfrentamiento que finalizó con el Acuerdo de Paz de Itamaraty. Perú es uno de los países de Latinoamérica con mayor inversión en implementación de material bélico, en el marco del contexto del conflicto armado interno y la insurgencia del narcotráfico en el VRAEM y anteriormente en el Huallaga.
Las Fuerzas Armadas adquirieron nuevos equipos con el fin de modernizar y actualizar su repertorio en los años 1970 y 1980. Entre las compras realizadas, se encuentran los submarinos tipo 209 de origen alemán, tanques T-55 soviéticos y aviones cazabombarderos Mirage 2000 proveniente de Francia y los aviones soviéticos Su-25 y MiG-29.
Tanto para la opinión pública como para el gobierno, las adquisiciones realizadas por las FF.AA. son insuficientes dado que no se ponen a la altura de los programas de modernización ejercidos en otros países. Se encuentra el debate político entre renovar material militar obsoleto para equiparar el poderío bélico de países vecinos o invertir dinero en infraestructura civil para mejorar la calidad de vida de la población al nivel nacional

### Organización
Las FF.AA. se hallan bajo la autoridad del Presidente de la República por medio del Ministerio de Defensa, coordinados por el Comando Conjunto de las Fuerzas Armadas.

## Equipamiento
| Nombre                                                           | Imagen   | Munición                                      | Notas | Origen          |
| Pistolas                                                         | Pistolas | Pistolas                                      | Pistolas | Pistolas        |
| ---------------------------------------------------------------- | -------- | --------------------------------------------- | --- | --------------- |
| FN Five-seveN                                                    |          | 5,7 x 28                                      | | Bélgica         |
| Browning BDA                                                     |          | 9 x 19 Parabellum                             | | Bélgica         |
| Browning Hi-Power                                                |          | 9 × 19 Parabellum                             | | Bélgica         |
| Beretta 92                                                       |          | 9 x 19 Parabellum                             | | Italia          |
| Glock 17                                                         |          | 9 x 19 Parabellum                             | | Austria         |
| Taurus PT92                                                      |          | 9 x 19 Parabellum                             | | Brasil          |
| IMI Jericho 941                                                  |          | 9 x 19 Parabellum                             | | Israel          |
| Fusiles de asalto                                                |          |                                               | |                 |
| Colt M16A1                                                       |          | 5,56 x 45 OTAN                                | | Estados Unidos  |
| FN SCAR-L                                                        |          | 5,56 x 45 OTAN                                | Fuerzas Especiales | Estados Unidos  |
| Bushmaster Carbón-15                                             |          | 5,56 x 45 OTAN                                | | Estados Unidos  |
| FN SCAR-H                                                        |          | 7,62 x 51 OTAN                                | Fuerzas Especiales | Estados Unidos  |
| Colt M-16A2                                                      |          | 5,56 x 45 OTAN                                | Fuerzas Especiales | Estados Unidos  |
| IMI Galil                                                        |          | 7,62 x 51 OTAN                                | Fusil estándar | Israel          |
| IMI Tavor                                                        |          | 5,56 x 45 OTAN                                | Fuerzas Especiales | Israel          |
| IWI Galil SAR                                                    |          | 5,56 x 45 OTAN                                | | Israel          |
| IWI Galil ARM                                                    |          | 7,62 x 51 OTAN                                | | Israel          |
| FN FAL                                                           |          | 7,62 x 51 OTAN                                | | Bélgica         |
| FN FAL                                                           |          | 7,62 x 51 OTAN                                | Arma estándar de instrucción en escuelas de las fuerzas armadas. | Bélgica         |
| FN FNC                                                           |          | 5,56 x 45 OTAN                                | | Bélgica         |
| FN F2000S                                                        |          | 5,56 x 45 OTAN                                | | Bélgica         |
| AK-47/AKM                                                        |          | 7,62 x 39                                     | Utilizados por todas las divisiones del E.P | Unión Soviética |
| AKM                                                              |          | 7,62 x 39                                     | | Unión Soviética |
| HK G-3                                                           |          | 7,62 x 51 OTAN                                | Fuerzas Especiales | Alemania        |
| Zastava M21                                                      |          | 5,56 x 45 OTAN                                | | Serbia          |
| FAD                                                              |          | 5,56 x 45 OTAN                                | Arma auxiliar | Perú            |
| Daewoo K2                                                        |          | 5,56 x 45 OTAN                                | | Corea del Sur   |
| Fusiles de francotirador                                         |          |                                               | |                 |
| SPR                                                              |          | 5,56 x 45 OTAN                                | | Estados Unidos  |
| M-82A1 M107 1.jpg                                                |          | 12,7 x 99 OTAN                                | | Estados Unidos  |
| US Ordnance M-40A5                                               |          | 7,62 x 51 OTAN                                | | Estados Unidos  |
| McMillan TAC-50/TAC-50 A1R2                                      |          | 12,7 x 99 OTAN                                | | Estados Unidos  |
| LMT MWS                                                          |          | 7,62 x 51 OTAN                                | Utilizada por miembros de la Primera Brigada de Fuerzas Especiales del Ejército del Perú | Estados Unidos  |
| Accuracy International AX338                                     |          | 7,62 x 51 OTAN                                | | Reino Unido     |
| AS50                                                             |          | 12,7 x 99 OTAN                                | | Reino Unido     |
| Accuracy International AW                                        |          | 7,62 x 51 OTAN                                | | Reino Unido     |
| IWI Galatz                                                       |          | 7,62 x 51 OTAN                                | | Israel          |
| IMI Galatz/Galil                                                 |          | 5,56 x 45 OTAN                                | | Israel          |
| Sako TRG                                                         |          | .260 Remington                                | Empleada por los Yanahuma, fuerzas especiales del Ejército del Perú | Finlandia       |
| Sako TRG-22                                                      |          | 7,62 x 51 OTAN                                | | Finlandia       |
| PGM Hecate II                                                    |          | 12,7 x 99 OTAN                                | | Francia         |
| PGM 338                                                          |          | 7,62 x 51 OTAN                                | | Francia         |
| FN SPR                                                           |          | 7,62 x 51 OTAN                                | | Bélgica         |
| Subfusiles                                                       |          |                                               | |                 |
| MP-5SD                                                           |          | 9 x 19 Parabellum                             | Fuerzas de Operaciones Especiales | Alemania        |
| MP-5K                                                            |          | 9 x 19 Parabellum                             | | Alemania        |
| HK-53                                                            |          | 5,56 x 45 OTAN                                | | Alemania        |
| IMI Uzi                                                          |          | 9 x 19 Parabellum                             | Utilizados por Fuerzas de Operaciones Especiales del Ejército y de Marina. | Israel          |
| IWI Galil Micro                                                  |          | 5.56 x 45 OTAN                                | | Israel          |
| Taurus PM-12S                                                    |          | 9 x 19 Parabellum                             | | Italia          |
| FN P90                                                           |          | 5,7 x 28                                      | Utilizados por Fuerzas de Operaciones Especiales del Ejército y de Marina. | Bélgica         |
| FMK-3                                                            |          | 9 x 19 Parabellum                             | Fuerzas de Operaciones Especiales | Argentina       |
| Escopetas                                                        |          |                                               | |                 |
| Winchester Model 1200                                            |          | Calibre 12                                    | Utilizados por la Policía Militar. | Estados Unidos  |
| Daewoo USAS-12                                                   |          | Calibre 12 GA                                 | | Corea del Sur   |
| UTS 15                                                           |          | Calibre 12 GA                                 | | Turquía         |
| Ametralladoras                                                   |          |                                               | |                 |
| M60                                                              |          | 7,62 x 51 OTAN                                | | Estados Unidos  |
| Browning M-2 HB                                                  |          | 12,7 x 99 OTAN                                | | Estados Unidos  |
| Browning M-1919A4/A6                                             |          | 7,62 × 51 OTAN.                               | | Estados Unidos  |
| M134 Minigun                                                     |          | 7,62 x 51 OTAN                                | Ametralladora rotativa empleada a bordo de los helicópteros y vehículos ligeros Jeep J8 de las FFEE.                                                                                             | Estados Unidos  |
| FN M-249 Minimi                                                  |          | 7,62 x 51 OTAN                                | Utilizados por la Infantería del Ejército y de Marina. | Bélgica         |
| FN MAG                                                           |          | 7,62 x 51 OTAN                                | | Bélgica         |
| FN Minimi                                                        |          | 7,62 x 51 OTAN                                | | Bélgica         |
| FN MAG 360                                                       |          | 7,62 x 51 OTAN                                | | Bélgica         |
| PK/PKM                                                           |          | 7,62 x 54 R                                   | | Unión Soviética |
| RPD                                                              |          | 7,62 x 54 R                                   | | Unión Soviética |
| Heckler & Koch HK21                                              |          | 7,62 x 51 OTAN                                | | Alemania        |
| Ultimax U-100                                                    |          | 5,56 x 45 OTAN                                | | Singapur        |
| Vektor Mini SS                                                   |          | 5,56 x 45 OTAN                                | | Sudáfrica       |
| Lanzagranadass                                                   |          |                                               | |                 |
| Rippel Effect XRGL-40.                                           |          | 40 x 46                                       | Utilizado por las Fuerzas Armadas del Perú | Estados Unidos  |
| M203                                                             |          | 40 x 46                                       | Utilizado por las Fuerzas Armadas del Perú | Estados Unidos  |
| Daewoo K4                                                        |          | 40 x 53                                       | Utilizado en blindados, lanchas, carros de combate y emplazamiento en tierra | Corea del Sur   |
| Milkor MGL                                                       |          | 40 x 46                                       | Utilizados por la Infantería del Ejército y de Marina. | Sudáfrica       |
| Misiles antitanque y lanzacohetes                                |          |                                               | |                 |
| AT-3B Sagger B 9M14M Malyutka-M/2M HJ-73C Red Arrow/Malyutka M2T |          | 2000 misiles guiados aprox.                   | Algunos montados sobre vehículos BRDM-2, AMX-13 y Vatt Lobo. | Unión Soviética |
| RPG-7V2                                                          |          | +30.000 cohetes aprox. de 40 mm               | Lote de 12.000 comprado en los 80s a la URSS + 2.000 comprados a Norinco, incluidos visores ópticos nocturnos y diurnos + un lote de 18.000 comprado entre el año 2008 y 2012 a Rosoboronexport. | Unión Soviética |
| RPG-22                                                           |          | Lanzacohetes                                  | | Unión Soviética |
| 9M133 Kornet-E                                                   |          | 288 misiles guiados y 24 lanzadores.          | Adquiridos en el año 2009. Algunos montados sobre AMX 13. | Rusia           |
| Rafael Spike MR/LR/ER                                            |          | 1296 misiles guiados y 108 lanzadores.        | Lotes comprados entre los años 2008, 2010, 2011 y 2012. Algunos montados sobre vehículos Humvee M-1155A1.                                                                                        | Israel          |
| Panzerfaust 3T/3IT                                               |          | 1,660 cohetes de 110 mm y 180 lanzadores      | Adquiridos en el año 2012 | Alemania        |
| Instalaza Alcotán-100                                            |          | 660 cohetes de 100 mm y 74 lanzadores         | Adquiridos en año 2012. Incluye un simulador y soporte logístico. | España          |
| C-90R                                                            |          | Lanzacohetes de 90 mm                         | Adquiridos en año 2012. | España          |
| Instalaza M-65                                                   |          | Lanzacohetes                                  | | España          |
| Halcón                                                           |          | Misiles de entrenamiento con guía automática. | Desarrollado por Diseños Casanave Corporation S.A.C. | Perú            |

### Vehículos militares adquiridos
| Nombre                                              | Imagen            | Tipo                                                                                           | Unidades          | Notas             | Origen            |
| Carros de combate                                   | Carros de combate | Carros de combate                                                                              | Carros de combate | Carros de combate | Carros de combate |
| --------------------------------------------------- | ----------------- | ---------------------------------------------------------------------------------------------- | ----------------- | ----------------- | ----------------- |
| T-55                                                |                   | Carro de combate principal                                                                     | 360               |                   | Unión Soviética   |
| AMX-13/105 AMX-13/75                                |                   | Tanque ligero                                                                                  | 180               |                   | Francia           |
| Transporte blindado de personal y combate           |                   |                                                                                                |                   |                   |                   |
| M113A1                                              |                   | Transporte blindado                                                                            | 300               |                   | Estados Unidos    |
| UR-416                                              |                   | Transporte blindado                                                                            | 225               |                   | Alemania          |
| Iveco VM 90T                                        |                   | Vehículo multipropósito                                                                        | 150               |                   | Italia            |
| Fiat Oto Melara type 6614 Fiat Oto Melara type 6616 |                   | Transporte blindado                                                                            | 140               |                   | Italia            |
| M-3A1                                               |                   | SemiorugaVehículo de exploración y reconocimiento blindado                                     | 100               |                   | Estados Unidos    |
| Humvee M-1151A1                                     |                   | Vehículo de exploración y reconocimiento                                                       | 70                |                   | Estados Unidos    |
| M-20 Greyhound                                      |                   | Automóvil blindadoVehículo de exploración y reconocimiento blindado                            | 60                |                   | Estados Unidos    |
| Jeep J-8                                            |                   | Vehículo todoterreno con tracción en las cuatro ruedas de exploración y reconocimiento militar | 38                |                   | Estados Unidos    |
| LAV-II                                              |                   | Transporte blindado de personal.                                                               | 32                |                   | Canadá            |
| BRDM-2                                              |                   | Vehículo multitarea                                                                            | 32                |                   | Unión Soviética   |
| BMR 600                                             |                   | Transporte blindado de personal.                                                               | 24                |                   | España            |
| AMX-13 Alacrán I II III                             |                   | Cazacarros                                                                                     | 24                |                   | Francia           |
| Casspir                                             |                   | MRAP                                                                                           | 20                |                   | Sudáfrica         |
| Bravia Chaimite                                     |                   | Transporte blindado de personal                                                                | 20                |                   | Portugal          |
| BTR-50                                              |                   | APC                                                                                            | 12                |                   | Unión Soviética   |
| A-200                                               |                   | MRAP                                                                                           | 12                |                   | Alemania          |
| RAM MK3                                             |                   | Vehículo multipropósito                                                                        | 7                 |                   | Israel            |

### Vehículos de apoyo - Vehículos de ingenieros
| Nombre               | Imagen              | Tipo                            | Cantidad            | Notas               | Origen              |
| Vehículo multitarea  | Vehículo multitarea | Vehículo multitarea             | Vehículo multitarea | Vehículo multitarea | Vehículo multitarea |
| -------------------- | ------------------- | ------------------------------- | ------------------- | ------------------- | ------------------- |
| Vatt Lobo            |                     | Vehículo de Ataque Todo Terreno | -                   |                     | Perú                |
| KIA KM420 Jeep       |                     | Vehículo multipropósito         | -                   |                     | Corea del Sur       |
| MercedesBenz-Unimog  |                     | Vehículo multipropósito         | -                   |                     | Estados Unidos      |
| Can-Am Commander Max |                     | Vehículo multipropósito         | -                   |                     | Canadá              |
| Mitsubishi L200      |                     | Vehículo de comunicaciones      | -                   |                     | China               |
| NISSAN EP            |                     | Vehículo multipropósito         | -                   |                     | Japón               |
| Nissan Frontier      |                     | Vehículo multipropósito         | -                   |                     | Japón               |
| Yamaha YFM-700       |                     | Tetramotos                      | -                   |                     | Japón               |
| Honda XR 150         |                     | Motocicleta                     | -                   |                     | Japón               |

### Vehículos hospitales - Vehículos de rescate multipropósito
| Nombre                      | Imagen                  | Tipo                                             | Cantidad                | Notas | Origen                  |
| Vehículos de ingenieros     | Vehículos de ingenieros | Vehículos de ingenieros                          | Vehículos de ingenieros | Vehículos de ingenieros                                                                                               | Vehículos de ingenieros |
| --------------------------- | ----------------------- | ------------------------------------------------ | ----------------------- | --- | ----------------------- |
| Dongfeng EQ-2102            |                         | Camión militar Ambulancia                        | 10                      | Donados | China                   |
| NAVECO NJ2046               |                         | Vehículo militar Ambulancia                      | 5                       | Donados | China                   |
| GQL-111                     |                         | Camión lanzapuente                               | 5                       | Donados | China                   |
| Changda-NJ6559              |                         | Vehículo militar Ambulancia                      | 5                       | Donados | China                   |
| BTM-3                       |                         | Blindado excavadora de trincheras y comunicación | 3                       | Unas 3 unidades recuperadas en 2022 por parte del Centro de Blindados del Ejército.                                   | Unión Soviética         |
| Magirus-Deutz M-310/320 D22 |                         | Camión plataforma                                | 2                       | | Unión Soviética         |
| MTU-20                      |                         | Blindado lanzapuente                             | 1                       | | Unión Soviética         |
| M113A1                      |                         | Vehículo militar Ambulancia                      | 1                       | Se convirtió el M113A1 en un vehículo de rescate ante desastres naturales, se monstro en el desfile militar del 2018. | Estados Unidos          |
| Iveco VM 90                 |                         | Ambulancia                                       | 1                       | | Italia                  |

### Artillería autopropulsada, remolcada y múltiple
| Nombre                                | Imagen                    | Tipo                                  | Cantidad                  | Notas                                           | Origen                    |
| Artillería Autopropulsada             | Artillería Autopropulsada | Artillería Autopropulsada             | Artillería Autopropulsada | Artillería Autopropulsada                       | Artillería Autopropulsada |
| ------------------------------------- | ------------------------- | ------------------------------------- | ------------------------- | ----------------------------------------------- | ------------------------- |
| M109 A1/A2                            |                           | Obús autopropulsado                   | 12                        | Obús autopropulsado                             | Estados Unidos            |
| Artillería remolcada                  |                           |                                       |                           |                                                 |                           |
| M-56                                  |                           | Artillería remolcada                  | 72                        | Obús de 105 mm                                  | Yugoslavia                |
| M101/M2A1                             |                           | Artillería remolcada                  | 70                        | Obús de 105 mm                                  | Estados Unidos            |
| M114A1                                |                           | Artillería remolcada                  | 36                        | Obús de 155 mm.                                 | Estados Unidos            |
| M-46                                  |                           | Artillería remolcada                  | 36                        | Cañón de 130 mm                                 | Unión Soviética           |
| D-30                                  |                           | Artillería remolcada                  | 36                        | Obús de 122 mm                                  | Unión Soviética           |
| OTO Melara mod. 56                    |                           | Artillería remolcada                  | 24                        | Obús de 105 mm                                  | Italia                    |
| SOFMA mod. 51                         |                           | Artillería remolcada                  | 12                        | Cañón de 155 mm                                 | Francia                   |
| Sistema movil de lanzamiento múltiple |                           |                                       |                           |                                                 |                           |
| Tipo 90B                              |                           | Sistema movil de lanzamiento múltiple | 27                        | Sistema movil de lanzamiento múltiple de 122 mm | China                     |
| BM-21                                 |                           | Sistema movil de lanzamiento múltiple | 14                        | Sistema movil de lanzamiento múltiple de 122 mm | Unión Soviética           |
| Cañones sin retroceso                 |                           |                                       |                           |                                                 |                           |
| FM Czekalski                          |                           | Cañones sin retroceso                 | 156                       | Cañón de 105 mm.                                | Argentina                 |
| M40A1                                 |                           | Cañones sin retroceso                 | 36                        | Cañón de 105 mm.                                | Estados Unidos            |
| 9K132 Grad-1P Partisan                |                           | Cañones sin retroceso                 | 20                        | Lanzacohete monotubos de 122 mm.                | Unión Soviética           |
| Denel RO-107 Mechen                   |                           | Cañones sin retroceso                 | 8                         | Sistema de lanzamiento múltiple de 107 mm       | Sudáfrica                 |
| Carl Gustav M2                        |                           | Cañones sin retroceso                 | 6                         | cañón de 84 mm.                                 | Suecia                    |
| SPG 9 Koype                           |                           | Cañones sin retroceso                 | 2                         | Cañón de 73 mm.                                 | Rusia                     |
| Portamortero                          |                           |                                       |                           |                                                 |                           |
| M106                                  |                           | Portamortero                          | 24                        | Mortero de 107 mm.                              | Estados Unidos            |
| Morteros                              |                           |                                       |                           |                                                 |                           |
| ECIA L-65                             |                           | Morteros                              | 210                       | Mortero de 60 mm, 81 mm y 120 mm.               | España                    |
| Denel M-1/M-4 Commando/M-8            |                           | Morteros                              | 200                       | Mortero de 60 mm y 81 mm                        | Sudáfrica                 |
| Brandt/Hotchkiss-Brand                |                           | Morteros                              | 90                        | Mortero de 81 mm y 120 mm.                      | Francia                   |

### Defensa antiaérea
| Nombre                              | Imagen                | Tipo                  | Cantidad              | Notas                      | Origen                |
| Misil Superficie-Aire               | Misil Superficie-Aire | Misil Superficie-Aire | Misil Superficie-Aire | Misil Superficie-Aire      | Misil Superficie-Aire |
| ----------------------------------- | --------------------- | --------------------- | --------------------- | -------------------------- | --------------------- |
| S-125 Neva/Pechora                  |                       | Sistema antiaéreo     | -                     | 4 Complejos de Lanzamiento | Unión Soviética       |
| Artillería antiaérea autopropulsada |                       |                       |                       |                            |                       |
| ZSU-23/4 Shilka-M                   |                       | Sistema antiaéreo     | 36                    |                            | Unión Soviética       |
| Cañón antiaéreo automático          |                       |                       |                       |                            |                       |
| ZSU-23/2                            |                       | Cañón automático      | 80                    |                            | Unión Soviética       |
| Bofors 40 mm                        |                       | Cañón automático      | 30                    |                            | Suecia                |
| M45 Quadmount                       |                       | Cañón automático      | -                     |                            | Estados Unidos        |
| Misiles antiaéreos                  |                       |                       |                       |                            |                       |
| 9K310 Igla (SA-16/ Gimlet/SA-18)    |                       | Misil superficie-aire | 200 misiles           |                            | Rusia                 |
| Strela-3 (SA-14 Gremlin)            |                       | Misil superficie-aire | 120 misiles           |                            | Rusia                 |
| SA-7 Grail                          |                       | Misil superficie-aire | 100 misiles           |                            | Rusia                 |
| MANPADS Grom                        |                       | Misil superficie-aire | +150 lanzamisiles     |                            | Polonia               |
| CPMIECQW-18                         |                       | Misil superficie-aire | 18 misiles            |                            | China                 |
| MANPADS FN-6A                       |                       | Misil superficie-aire | 15 misiles            |                            | China                 |

### Vehículos militares que son utilizados por la policía nacional del Perú
| Nombre                  | Imagen                  | Tipo                                     | Cantidad                | Notas                                                                                     | Origen                  |
| Vehículo multipropósito | Vehículo multipropósito | Vehículo multipropósito                  | Vehículo multipropósito | Vehículo multipropósito                                                                   | Vehículo multipropósito |
| ----------------------- | ----------------------- | ---------------------------------------- | ----------------------- | ----------------------------------------------------------------------------------------- | ----------------------- |
| M-3A1                   |                         | Vehículo de exploración y reconocimiento | 100                     |                                                                                           | Estados Unidos          |
| UR-416                  |                         | Transporte blindado                      | 100                     | Repartidos en todo el país, principalmente en Lima.                                       | Alemania                |
| Casspir                 |                         | Vehículo a prueba de minas               | 16                      | Utilizada por las fuerzas especiales de las Diroes, una se perdió en las protestas.       | Sudáfrica               |
| Wolf Armoured Vehicle   |                         | Armored vehicle                          | 13                      |                                                                                           | Israel                  |
| BMR 600                 |                         | Transporte blindado de personal.         | 4                       | Fueron donadas por la marina de guerra del Perú, se espera que más unidades sean donadas. | España                  |

### Vehículos de transporte de tropas
| Nombre                          | Imagen               | Tipo                 | Notas                      | Origen               |
| Camiones portatropas            | Camiones portatropas | Camiones portatropas | Camiones portatropas       | Camiones portatropas |
| ------------------------------- | -------------------- | -------------------- | -------------------------- | -------------------- |
| MAN.M20-280 DFAEG               |                      | Camión Militar 6x6.  | Adquiridos en el año 2016. | Alemania             |
| Rheinmetall MAN. TGM-MIL 29/440 |                      | Camión Militar 6x6.  | Adquiridos en el año 2015. | Alemania             |
| MAN 600                         |                      | Camión Militar 6x6.  |                            | Alemania             |
| Rheinmetall MAN. TGM-MIL 13/280 |                      | Camión Militar 4x4.  | Adquiridos en el año 2015. | Alemania             |
| Rheinmetall MAN. TGM-MIL 18/280 |                      | Camión Militar 4x4.  | Adquiridos en el año 2015. | Alemania             |
| Mercedes Benz LA 1113/1114      |                      | Camión Militar 4x4.  |                            | Alemania             |
| Mercedes Benz Unimog 416/421    |                      | Camión Ligero 4x4    |                            | Alemania             |
| Shaanxi Stayr SX2190            |                      | Camión Militar 6x6.  | Adquiridos en el año 2012. | China                |
| Beiben Truck 2528               |                      | Camión Militar 6x6   |                            | China                |
| Dong Feng EQ-1180               |                      | Camión Militar 6x6.  |                            | China                |
| FAW CA 102                      |                      | Camión Militar 4x4.  |                            | China                |
| Dong feng EQ-2070G              |                      | Camión Militar 4x4.  |                            | China                |
| Dongfeng EQ245/EQ2100           |                      | Camión Militar 4x4.  |                            | China                |
| KrAZ 255B                       |                      | Camión Militar 6x6.  |                            | Unión Soviética      |
| ZIS-151                         |                      | Camión Militar 6x6.  |                            | Unión Soviética      |
| KrAZ-255B                       |                      | Camión Militar 6x6.  |                            | Unión Soviética      |
| White M-35/36 Reo               |                      | Camión Militar 6x6.  |                            | Estados Unidos       |
| NAVISTAR 7000-MV GTT            |                      | Camión Militar 6x6.  |                            | Estados Unidos       |
| Iveco 4110                      |                      | Camión Militar 6x6.  |                            | Italia               |